# Eudaldo
Eudaldo, Eudaldo Morales, est un artiste peintre non figuratif français d'origine chilienne de la nouvelle École de Paris (1914-1987), né en décembre 1914, mort en août 1987.

## Biographie

### Au Chili, 1919-1940
Eudaldo Bernabe Morales Arellano naît deux ans après le peintre surréaliste Roberto Matta, dix ans après le poète Pablo Neruda, le 12 décembre 1914, à San Javier de Loncomilla, petite ville du centre du Chili, dans la province de Linares, située à 270 kilomètres au sud de Santiago. À partir de 1945 il ne signe plus ses toiles que de son seul prénom, « Eudaldo ».
Eudaldo passe son enfance à Talca, dans la région du Maule, où ses parents, Domingo Victor Morales et Sara Rosa Arellano, sont commerçants. Ils s'installent par la suite, 250 kilomètres plus au sud, dans la région de Ñuble, à Chillán. Il commence très jeune à dessiner et peindre. À Santiago où il s'installe en 1935, il ne fréquente pas l'École des Beaux-Arts, fuit le milieu bourgeois qu'il y croise. « Je n'ai pas étudié ailleurs que dans ma chambre depuis l'époque où j'étais enfant et faisais des autoportraits. C'est depuis que j'aime peindre et cela fait trois ans que je m'y consacre. Je n'ai pas fait d'autres études que celles qui résultent de l'autocritique », dit-il en 1938. « Je n'ai pas eu de maîtres ni suivi aucune école. Je me suis formé seul, en luttant seul », répéte-t-il en 1942.

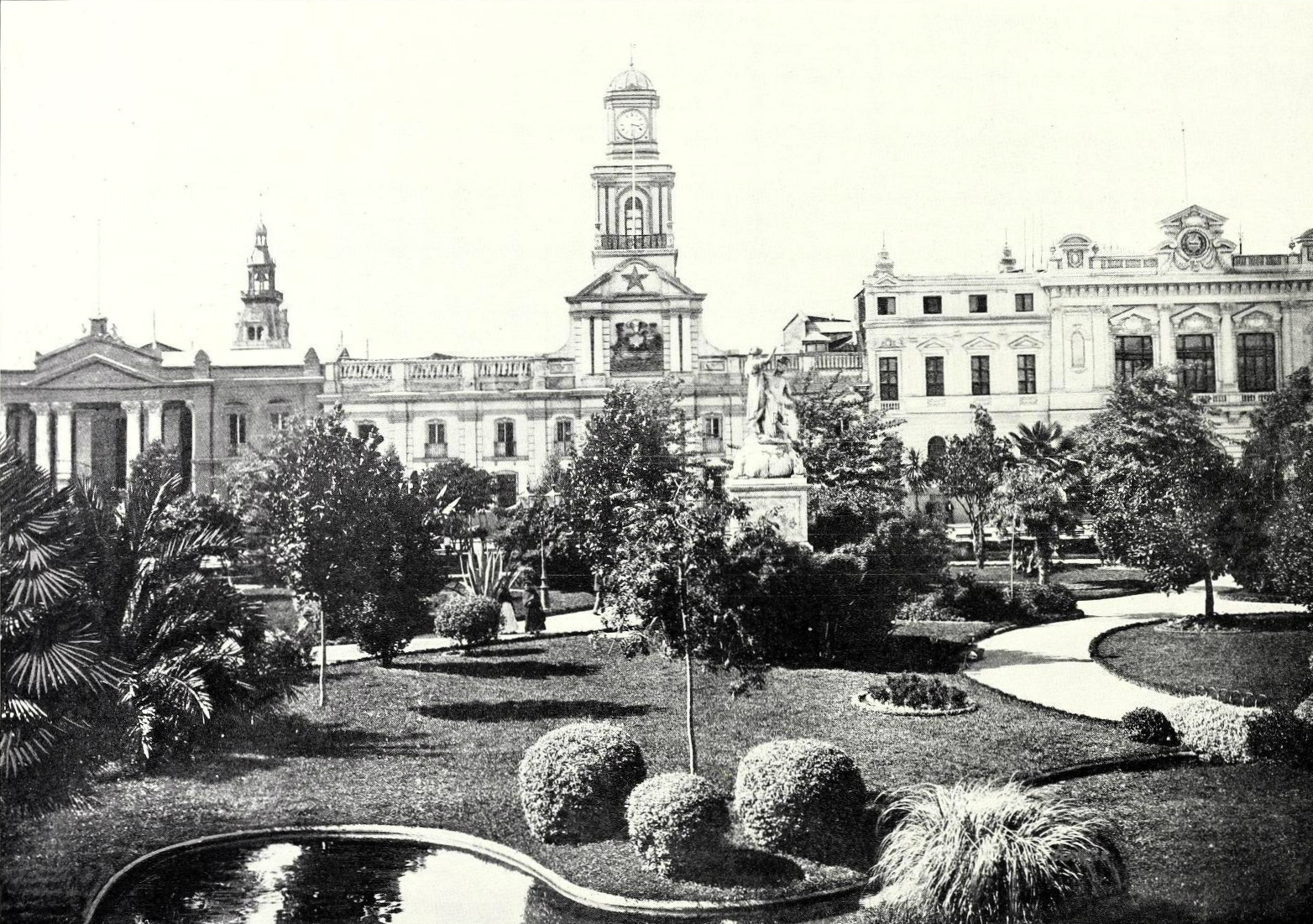
La Plaza de Armas à Santiago. Eudaldo y expose ses peintures en 1938.

C'est avec un groupe d'écrivains anticonformistes et de musiciens d'avant-garde qu'il réalise en 1938 sa première exposition, en plein air, sur la Plaza de Armas, l'une des principales promenades de la ville. « Toute ma vie je peindrai, il n'y a que cela qui me plaît. C'est à la fois un plaisir et une sorte d'obligation qui m'enferme dans ma peinture, me fait transposer sur la toile tous ces motifs du peuple qui sont le portrait de l'éventail de nos joies et de nos peines. Tout cela est une seule chose : la vie en elle-même », confie encore Eudaldo. Dès cette époque se fait jour en lui un double désir qui ne cessera de se renforcer. Celui d'aller directement vers le public, de faire de la peinture une fête largement ouverte et non une cérémonie de nantis initiés, de rompre avec « l'officialisation et la mercantilisation de l'art ». Simultanément ce n'est pas hasard si Eudaldo évoque, dans ses réponses aux questions que lui posent en cette occasion les journalistes, le nom de Rivera, l'un des symboles d'une volonté de ressourcement des peintres sud-américains à l'héritage des cultures précolombiennes.
Entre l'été 1938 et l'hiver 1940 trois autres expositions suivent à Santiago et à Valparaiso. À l'occasion de la dernière, le critique et historien d'art Victor Carvacho analyse précisément en décembre 1940 l'originalité de la démarche d'Eudaldo : « La couleur, en général, est traitée en larges taches lisses aux vibrations pleines et violentes. Sa vigoureuse crudité rappelle l'œil primitif qui ne connaît pas les subtilités ni les raffinements de la nuance. Il y a comme une exacerbation sensualiste de la matière chromatique, forte et acide. (...) Il y a là l'annonce, l'état larvaire de ce qu'on pressent devoir être un jour le grand style national ».
Sa peinture est d'emblée bien reçue. Mais Eudaldo quitte la capitale. Sans doute faut-il en chercher les raisons dans l'analyse sans complaisance qu'il fait en 1942, devant un journaliste argentin, de la situation de la peinture au Chili. « Les arts plastiques dans mon pays se développent dans un climat dépourvu d'inquiétudes. Les jeunes qui sont diplômés de l'Académie sortent lestés d'un enseignement étouffé par les canons classiques. (...) On n'offre aucune possibilité aux jeunes qui nourrissent quelque inquiétude. Ils doivent végéter sans espoir de voir réalisé leur besoin d'amélioration, ou bien quitter le pays à la recherche de meilleurs horizons. ».

### À travers l'Amérique du Sud, 1940-1949

#### 1940-1945
Comme l'écrit en 1945 un critique vénézuélien, il va « marcher sa vie sur les chemins de l'Amérique », sillonnant les terres du continent, travaillant et exposant à mesure de capitale en capitale en des lieux culturels chaque fois publics. C'est une sorte de retraite qu'il accomplit alors, un pèlerinage aux multiples sources de l'Amérique, toujours vivaces dans les tissages et les poteries, les constructions et les outils d'une vie quotidienne imprégnée du souci des volumes, des formes et des couleurs. Et au journaliste qui lui demande où il a fait ses études, lors de l'inauguration de l'exposition qu'il réalise à Caracas en janvier 1946, Eudaldo répond encore : « Dans la vie. Je ne suis pas allé dans les écoles ni les académies. J'ai parcouru l'Amérique en regardant tout, en vivant avec la terre, avec l'air, avec les nuages américains ».

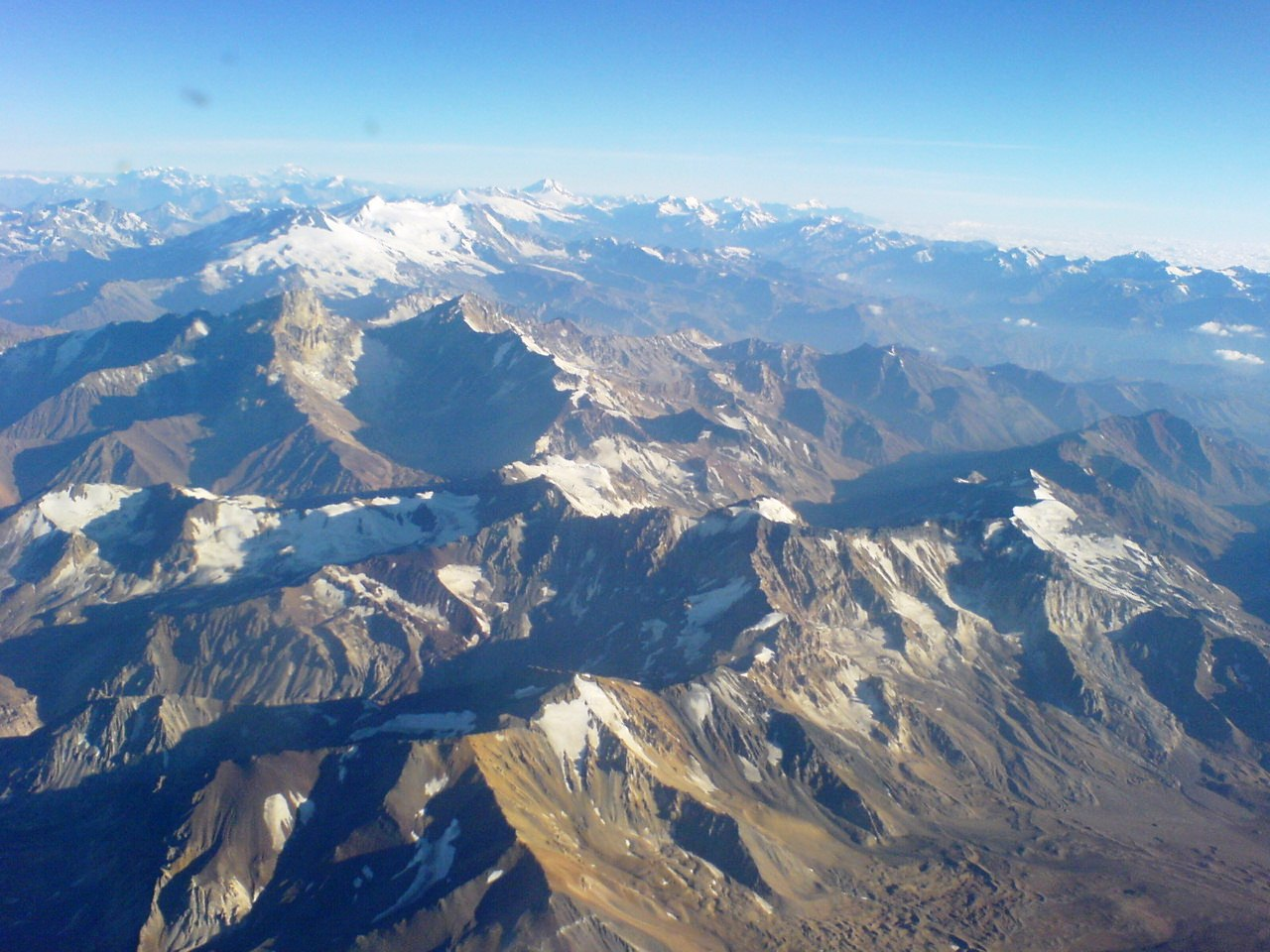
Les Andes entre Santiago et Mendoza. Ces paysages resurgiront sous une forme non figurative dans les peintures d'Eudaldo sur la fin des années 1970.

Quittant Santiago, Eudaldo se tourne d'abord vers l'est, traverse la Cordillère des Andes par la route de Mendoza, passe en Argentine, atteint l'Atlantique. Il passe d'abord près de trois ans à Buenos Aires. Ily  présente en juillet 1941 une exposition, puis déborde sur l'Uruguay et le Brésil. De retour en Argentine, il se dirige vers le nord et réalise en 1942 à Córdoba trois fresques monumentales, sur les thèmes Travail et Culture, pour l'école Adolfo Saldía, située dans un édifice moderne proche des musées de la ville. Elles lui ont été commandées par le Conseil provincial de l'Éducation indique l'article qui en donne les descriptions. Sur la première, que l'on peut apercevoir depuis l'entrée, de quatre mètres de longueur sur trois et demie, un cultivateur assis sous un arbre, au premier plan d'un champ de blé, tient un livre tandis qu'une robuste paysanne scrute des lointains dorés de soleil. Dans la deuxième, composée autour du thème de la musique, un homme joue de l'accordéon, une femme de la guitare ; derrière elle un cheval est sur le point de s'élancer. Dans la troisième, un ouvrier du port aux bras musclés décharge un bateau. Il réalise également une exposition à Córdoba en mai 1942.
Eudaldo longe ensuite la Cordillère vers le nord, atteint Tucumán et, en 1943, Salta, avant de traverser la Bolivie jusqu'à La Paz, et le Pérou jusqu'à Lima. Il s'y arrête longuement, s'y marie à une institutrice, Luisa Marchena. Installés rue Lucanas, 354, ils ont trois enfants, leur fils aîné en septembre 1944 qui porte également le prénom d'Eudaldo, puis en février 1946 Domingo Angel et Delia Soledad en juin 1949. À Lima Eudaldo réalise deux expositions en 1944, Canto de color, et en 1945, Fiesta de color.

#### 1945-1949

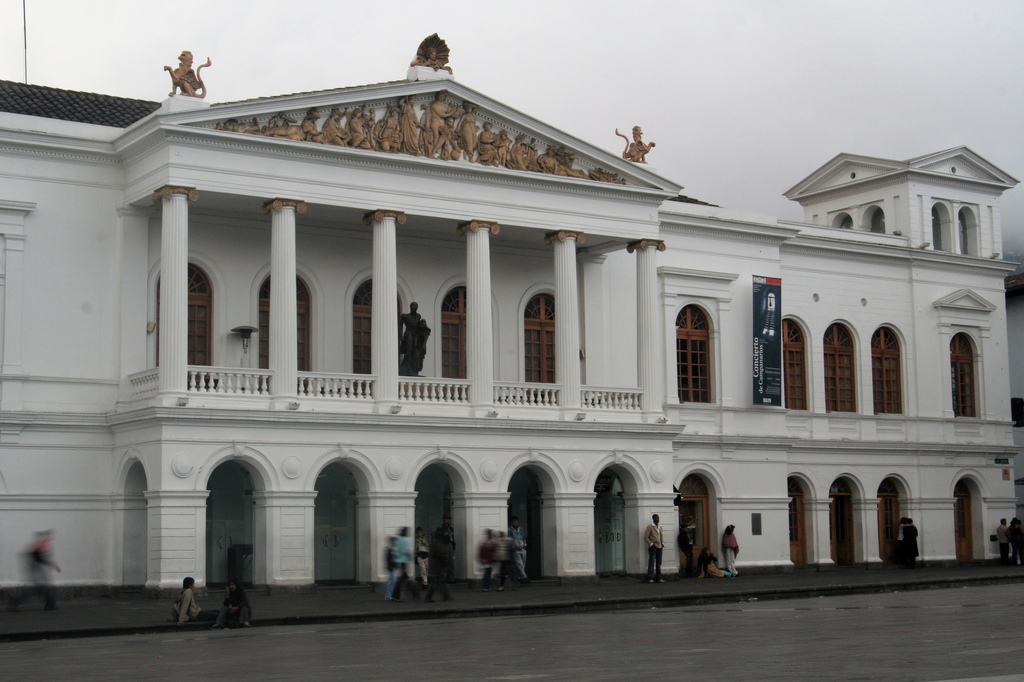
Le Théâtre Sucre à Quito où expose Eudaldo en août 1945.

Mais Eudaldo reprend bientôt la route pour un deuxième périple, cette fois vers le nord. Il présente en août 1945 ses peintures en Équateur à Quito. De l'Équateur il passe en Colombie, expose à Bogota.
En 1946 Eudaldo arrive au Venezuela, expose à Caracas puis, après un détour par Curaçao et l'Amérique centrale, de nouveau en Colombie où il présente en août 1946 ses peintures à Barranquilla à la Biblioteca del Atlantico. le Musée de Carthagène des Indes, plus au sud, fait à cette époque l'acquisition de l'une de ses toiles.
Eudaldo rejoint à l'automne 1946 sa femme et ses deux enfants à Lima. Il y prépare l'exposition qui doit marquer, après un périple de sept ans sur plus de 12 000 kilomètres au long de la cordillère des Andes, son retour à Santiago. Dès juillet 1947 un article de Las ultimas noticias de Santiago annonce son projet et évoque ses toiles, « suspendues entre deux mondes », qui manifestent par l'ascèse des tonalités comme des formes « un hiératisme dont les sources sont dans les œuvres les plus pures de l'art précolombien ». Pour rencontrer le public de Santiago, en août, Eudaldo a comme de coutume choisi un lieu public, le Ministère de l'éducation. Victor Carvacho lui consacre un nouvel article: « Eudaldo apparaît comme le magicien qui ressuscite des mythologies disparues et ignorées. (...) Il y a là la franchise d'un primitif américain, les rythmes linéaires de l'Orient, une grâce posée et délicate dans les gestes, un tremblement ému dans les attitudes rituelle. ».
Santiago n'est cependant pour Eudaldo qu'une étape. S'il est de retour un moment, c'est avec « le désir de poursuivre le pèlerinage ». Il pense « secouer un peu les toiles d'araignée de l'ambiance, laisser enflammée la mèche et partir », confie-t-il avant même son exposition à un journaliste1 qui se souvient de ce qu'il disait déjà sept ans plus tôt : « Je m'en vais. Continuer au Chili, c'est s'asphyxier. À trop peindre de natures mortes, on finit par s'y identifier. Je crois que respirer les vastes vents de l'Amérique peut me sauver ». Après quelques mois il retrouve l'Argentine, les milieux artistiques de Buenos Aires où il croise Che Guevara - qui n'a que vingt ans - et expose en octobre 1947. Eudaldo présente ensuite, en novembre 1947, à Salta une nouvelle exposition. « La peinture l'absorbe tous les jours de sa vie et il pense qu'il est nécessaire de marcher, pays après pays, en se livrant généreusement au public », écrit le journaliste de la ville qui l'avait rencontré quatre ans plus tôt et retrace les étapes de son parcours. Sur ses toiles, ajoute-t-il, « toutes les figures ont quelque chose d'ailleurs, de distrait, d'absorbé. Parfois elles regardent leurs mains harmonieuses, entourées d'un air de crépuscule et de plaine. Toute une série d'éléments poétiques emplissent sa peinture » : « oiseaux, arbres abattus, horizons lavés, montagnes irréelles ». Puis Eudaldo passe en Bolivie, expose à La Paz en décembre 1947. « On peut difficilement comparer Eudaldo à un autre peintre, encore moins le situer dans une école déterminée », souligne un article dans lequel Eudaldo confie pour la première fois qu'il s'apprête à partir pour la France.
Après son exposition à La Paz Eudaldo rentre en 1948 en début d'année auprès de sa famille à Lima où il présente ses peintures en septembre 1948. L'article que publie El Comercio, analyse longuement l'originalité de son travail, reproduisant cinq de ses toiles et la sculpture intitulée Magdalena. Peinture moderne « mais aux racines archaïques », observe-t-il. Dans la pâleur des visages des « êtres lémuriens » que peint Eudaldo, le jeu des couleurs primaires qu'il affectionne, la présence des fleurs « gothiques » dont il parsème des « savanes d'un vert obscur et humide », elle fait se souvenir indistinctement des visages coptes, des icônes byzantines, des mosaïques de Ravenne, des manuscrits illuminés et de l'école des primitifs français, de Cranach, des visions bariolées et des insolites regroupements de Bosch, comme de Patinir et de Brueghel. Eudaldo expose également des céramiques à la Galeria de Lima.
Eudaldo est désormais salué comme l'un des espoirs de l'avant-garde du continent sud-américain. « Une valeur positive de la plastique nouvelle », selon le critique Walter Engel dont Las ultimas noticias de Santiago rapportent en 1947 le jugement1. « L'un des plus capables et des plus intéressants des peintres du Pacifique », écrit en octobre, à l'occasion de son exposition à Buenos Aires, l'écrivain argentin Julio Payró. « Nous avons foi en ce qu'il fait et beaucoup d'espoir en ce qu'il fera », déclare le poète chilien Carlos Casassus, « il y a une nouveauté indiscutable dans son art. Il accomplit une œuvre de rénovation ». « Le cas le plus intéressant dans la peinture moderne du Chili », estime encore en décembre un article bolivien.
Mais, depuis quelque temps, Eudaldo souhaite aller à Paris. 

### Paris, 1949-1964

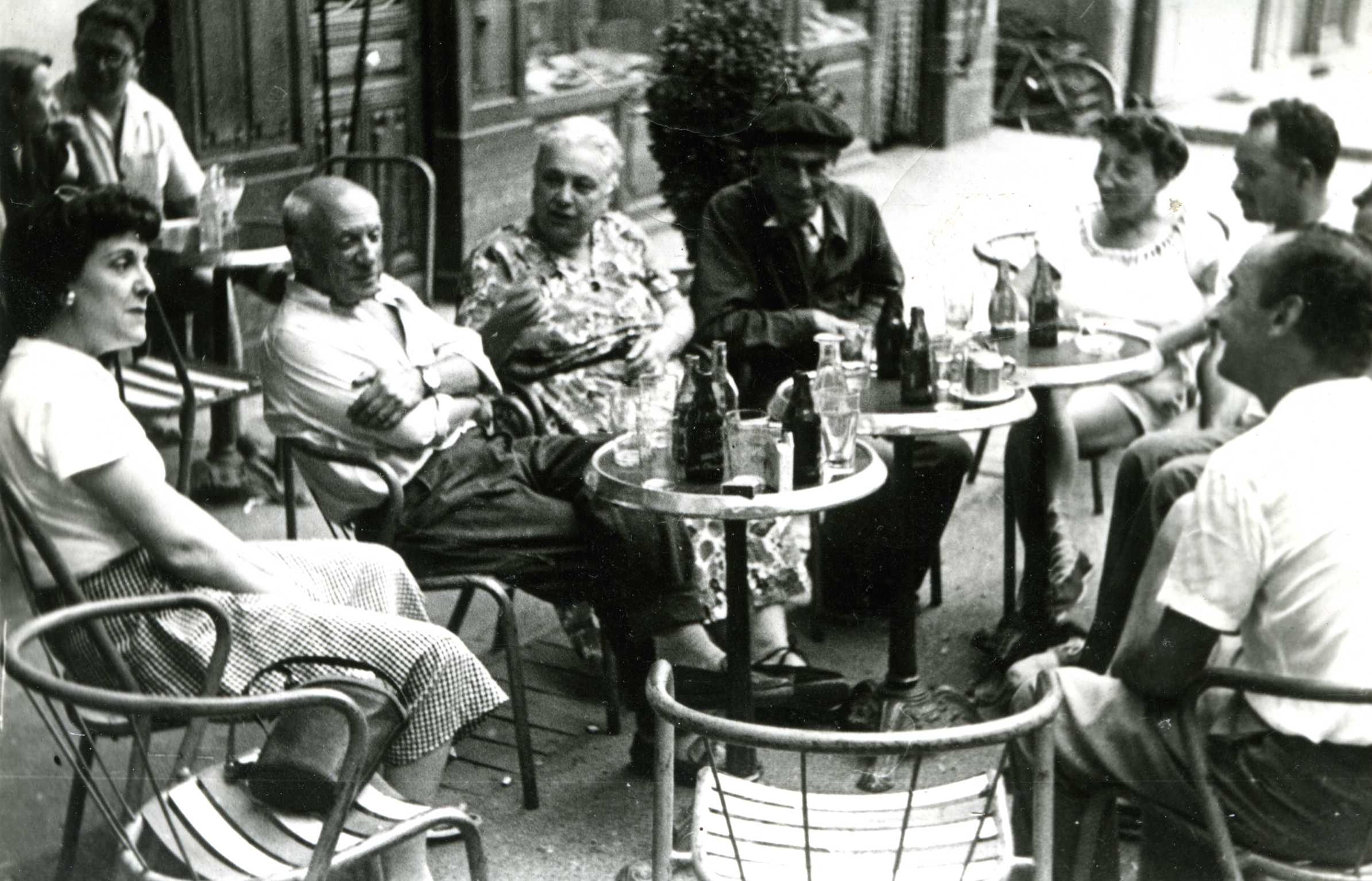
Les peintres Picasso à gauche, Pierre Brune au centre et Eudaldo, au second plan à droite avec Consuelo Araoz à ses côtés, Céret dans les années 1950

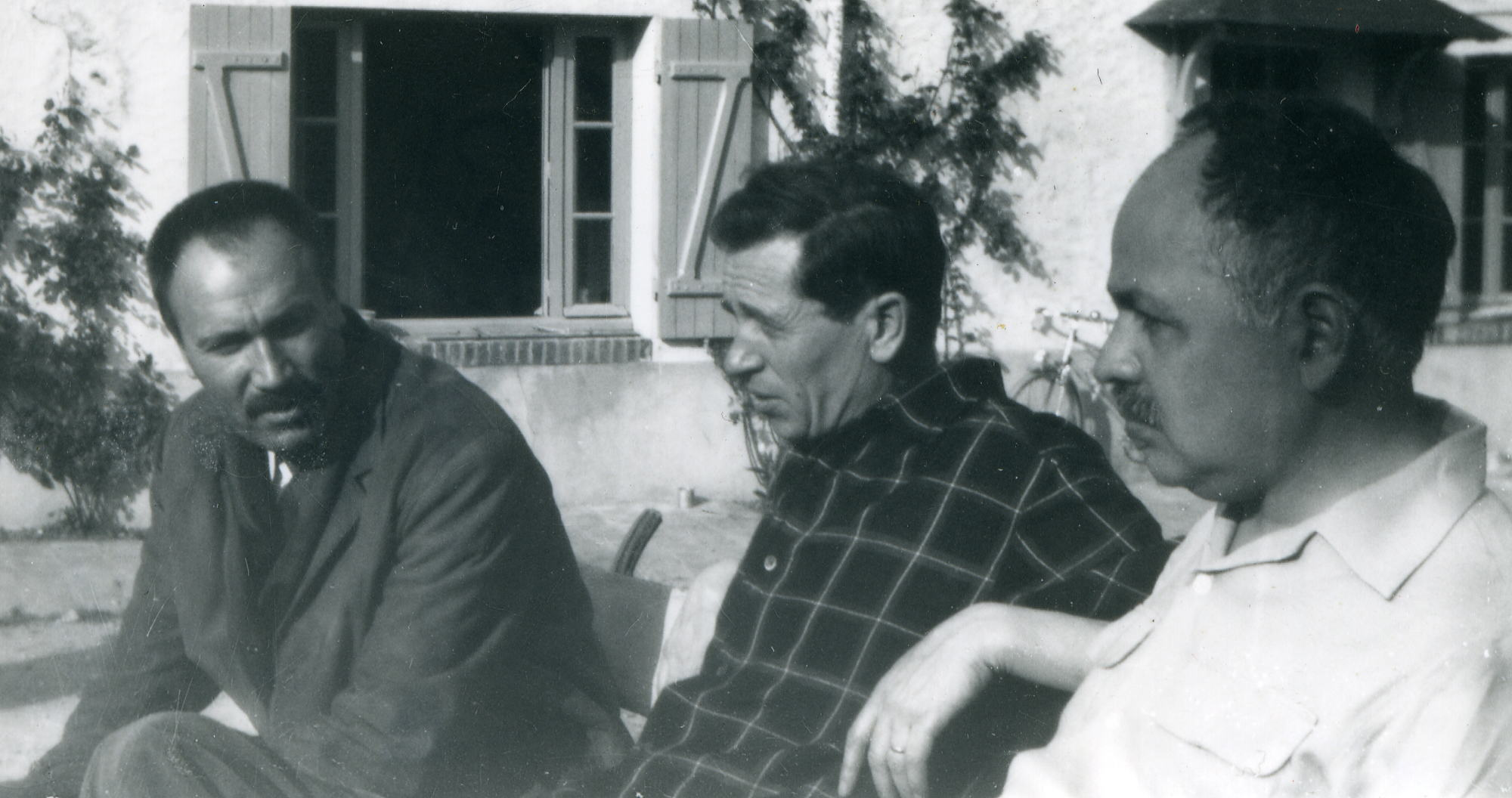
Les peintres Music, Manessier et Eudaldo, début des années 1960.

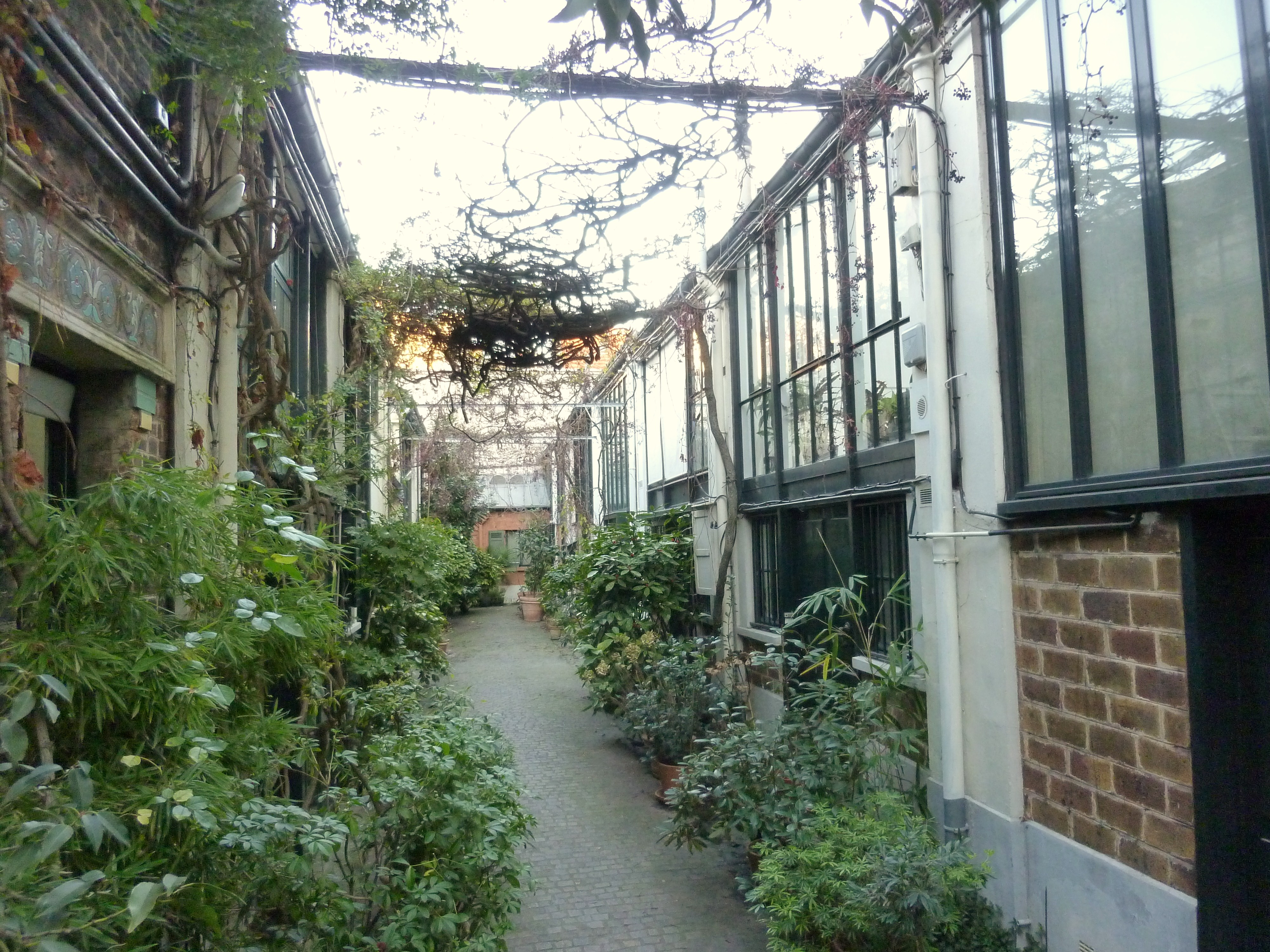
7 rue Jean-Ferrandi où Eudaldo travaillait dans l'un des ateliers (transformés depuis)

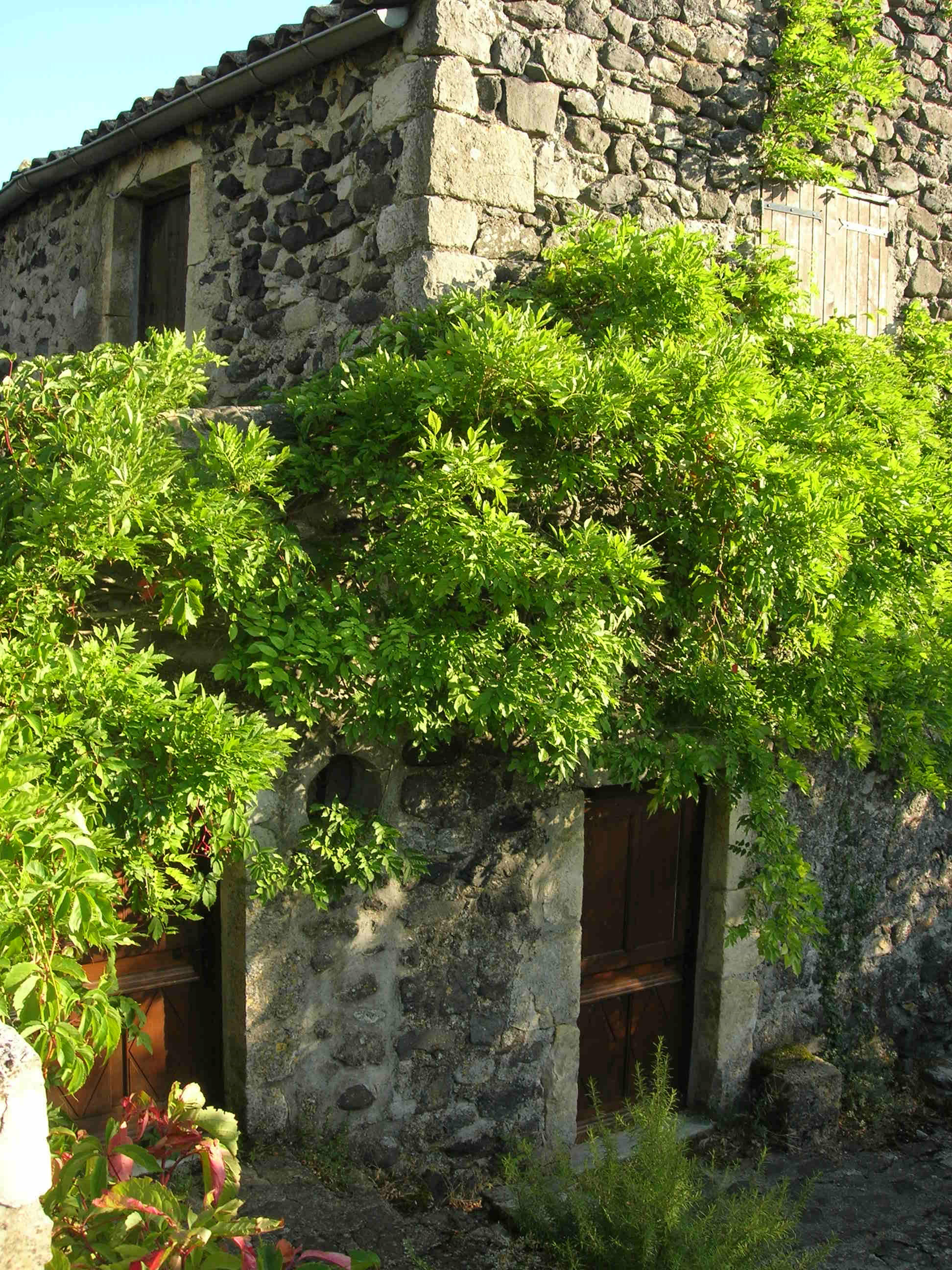
La maison où travaille durant l'été Eudaldo à La Roche d'Alba-la-Romaine (Ardèche) de 1950 à 1970.

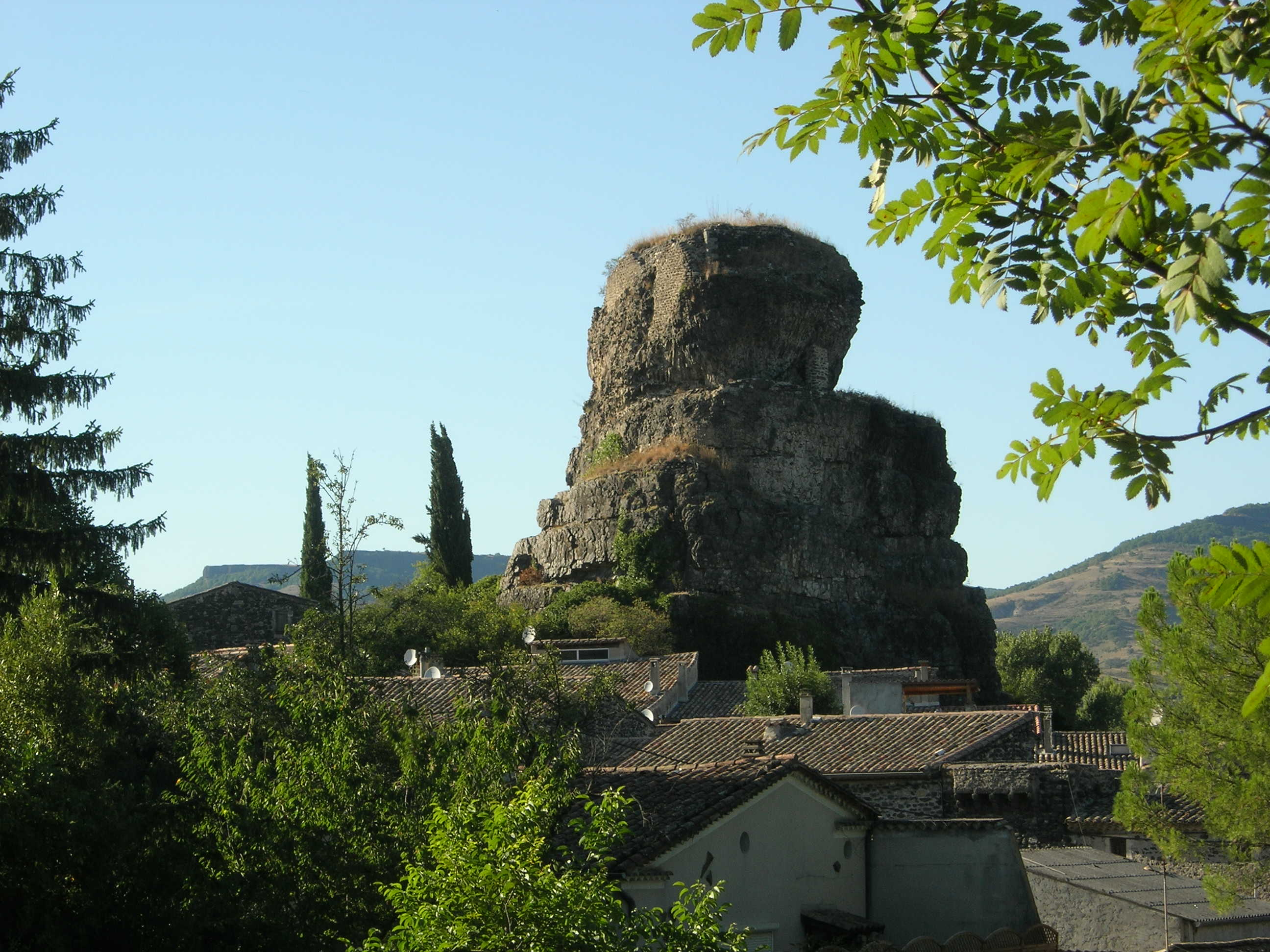
La Roche d'Alba-la-Romaine. La maison-atelier d'Eudaldo est la dernière en haut à gauche.

À Lima, Eudaldo a rencontré Consuelo Araoz, fille de diplomate, d'une douzaine d'années son aînée, qui devient sa compagne et son amante. Elle aussi aime voyager, en a eu l'occasion, a connu l'Europe et séjourné un moment à Paris. Le projet d'Eudaldo s'en trouve renforcé, se cristallise. Durant l'été 1949, ils s'embarquent donc pour la France, Eudaldo abandonnant sa feme et ses trois enfants, passent par Cuba et s'installent à Paris au 67 boulevard de Vaugirard. Dans la courette Eudaldo transforme un appentis en atelier tandis que Consuelo Araoz assure le quotidien par ses travaux de couture.
Eudaldo fait rapidement la connaissance de Ginés Parra qui le considère comme l'un de ses meilleurs amis et c'est Eudaldo qui rapporte de l'atelier parisien de Parra, à sa mort en 1960, l'une de ses sculptures pour la placer sur sa tombe à Saint-Thomé en Ardèche. Il rencontre également les peintres espagnols de Paris avec qui Parra a exposé, Picasso, Óscar Domínguez, Bores, Clavé, Pelayo, Hernando Viñes. Simultanément il se lie avec Jean Le Moal et sa femme Juana Muller, elle-même d'origine chilienne, leurs amis Alfred Manessier et Elvire Jan, découvrant la démarche nouvelle que leur non-figuration invente à l'art moderne.
Dès 1949 à Alba-la-Romaine, que lui fait connaître Parra, Eudaldo et Consuelo Araoz font l'acquisition tout au sommet du quartier de La Roche, au pied même du piton volcanique qui lui a donné son nom, de l'une de ses maisons désertées. Eudaldo participe en septembre 1950, aux côtés notamment des peintres Theodore Appleby et Alejandro Obregón et du sculpteur Honorio García Condoy, à la Première manifestation d'art à Alba amicalement fondée par les peintres et sculpteurs séjournant durant l'été au village et présentée dans le château qui le domine. Il y rencontre également le graveur Stanley Hayter, sa femme Helen Phillips, et le sculpteur Étienne Hajdu.
En mars et avril 1951 Eudaldo expose à la galerie L'Art pictural, au 5 rue Campagne-Première dans le quartier de Montparnasse. Il accueille durant l'été à La Roche Le Moal, Juana Muller et leurs deux enfants. Après la mort de Juana Muller en 1952 Le Moal lui transmet l'atelier dans lequel elle travaillait, 7 rue Jean-Ferrandi. À partir de 1955 Le Moal revient régulièrement à La Roche tandis qu'à Paris, dans les mêmes années, il modèle lors de visites à Eudaldo plusieurs terres cuites, plus tard fondues en bronze. D'autres amis font escale à La Roche, le romancier Camille Bourniquel et Elvire Jan en 1956, Alfred Manessier et sa famille en 1958.
En 1958 Eudaldo expose ses peintures à Tournon et en 1963 à Ventabren, en décembre 1963 et janvier 1964 à Paris, à la Galerie du Pont-Neuf avec Calmettes, Hajdu, Hayter, Le Moal, Manessier, Pelayo et Yankel, avec une préface de Denys Chevalier. Le mois de février suivant la même galerie organise une exposition personnelle d'Eudaldo. Durant l'été 1965 il expose à Villeneuve-de-Berg avec Hayter et Helen Phillips, Hajdu, Yankel. Une tapisserie est également réalisée en 1964 d'après l'une de ses œuvres par l'atelier Plasse Le Caisne qui a déjà tissé des œuvres de Le Moal, Manessier, Pignon, Rouault, Singier et Léon Zack.
Au-delà de la peinture Eudaldo travaille à partir de 1960 la gravure. Le climat solennel qui émane de ses compositions, leur dimension monumentale et leur vigoureuse structuration, aisément transposable dans le plomb, incitent par ailleurs, autour de 1958, l'architecte Maurice Novarina, amateur de ses peintures, à lui proposer de composer une quinzaine de maquettes de vitraux pour un projet, qui finalement ne sera pas réalisé. Eudaldo, simultanément, ne cesse dans les années 1950, et dans les décennies suivantes, de réaliser des terres cuites, parfois peintes, et des céramiques. Une exposition en est organisée à Milan en décembre 1962. Des reliefs entièrement abstraits côtoient des masques et personnages, musiciens, mères et enfants, cavaliers, lamas ou puissants taureaux. Il modèle notamment de nombreuses « muñecas » d'une vingtaine ou d'une trentaine de centimètres, figurines féminines stylisées représentées debout et nues, parées de colliers et bracelets, aux bras et chevilles, qui ne sont pas sans évoquer les idoles de quelque civilisation disparue, encore à découvrir dans ses croyances et ses rites. Pendant l'été il présente ces céramiques et terres cuites dans la boutique d'artisanat et galerie qu'il a installée au rez-de-chaussée de sa maison de La Roche.

### Saint-Maurice, 1964-1987

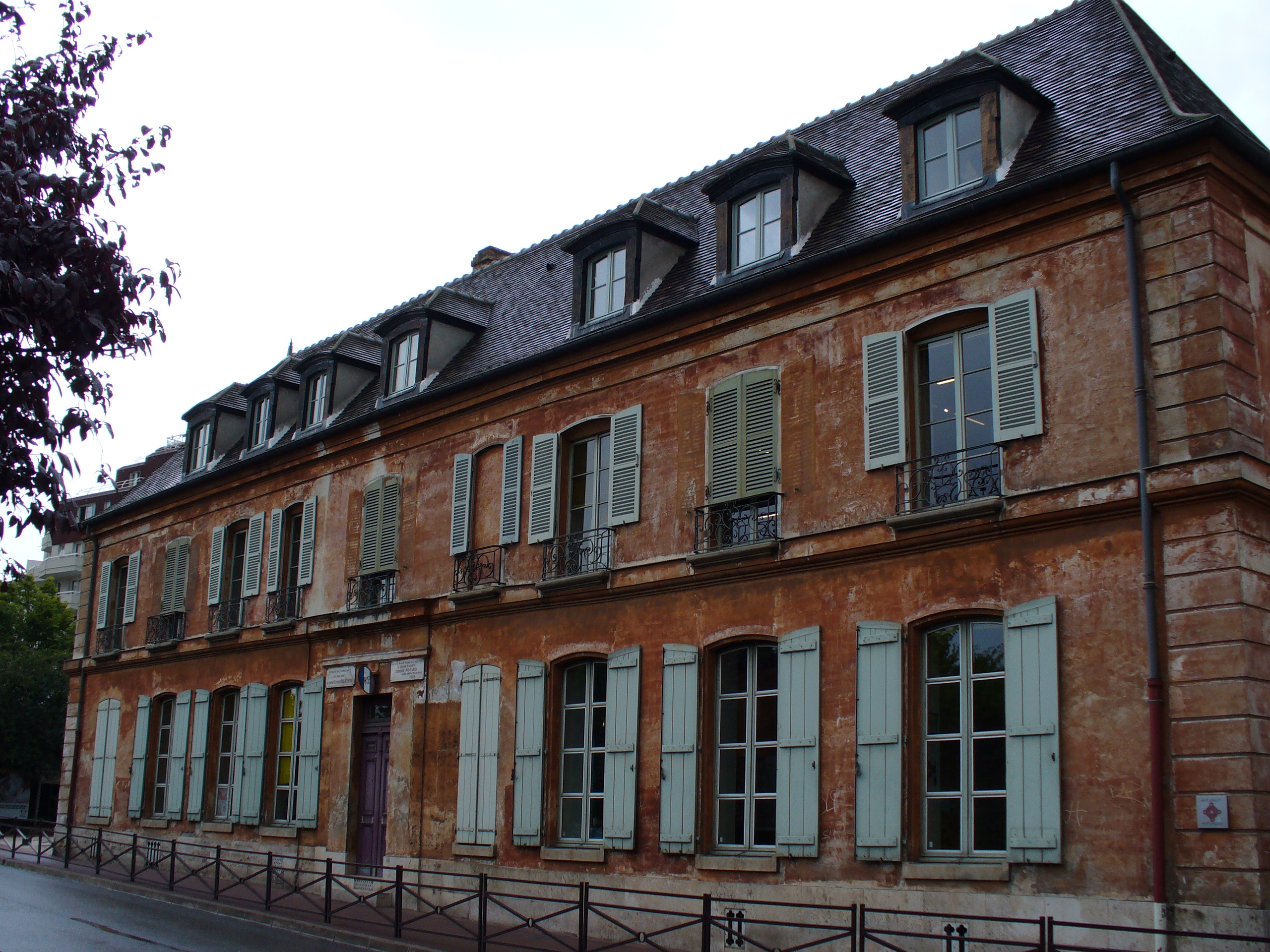
Maison natale d'Eugène Delacroix, actuelle bibliothèque de Saint-Maurice (Val-de-Marne), dont Eudaldo habite, avant sa restauration, la partie gauche de 1977 à 1985.

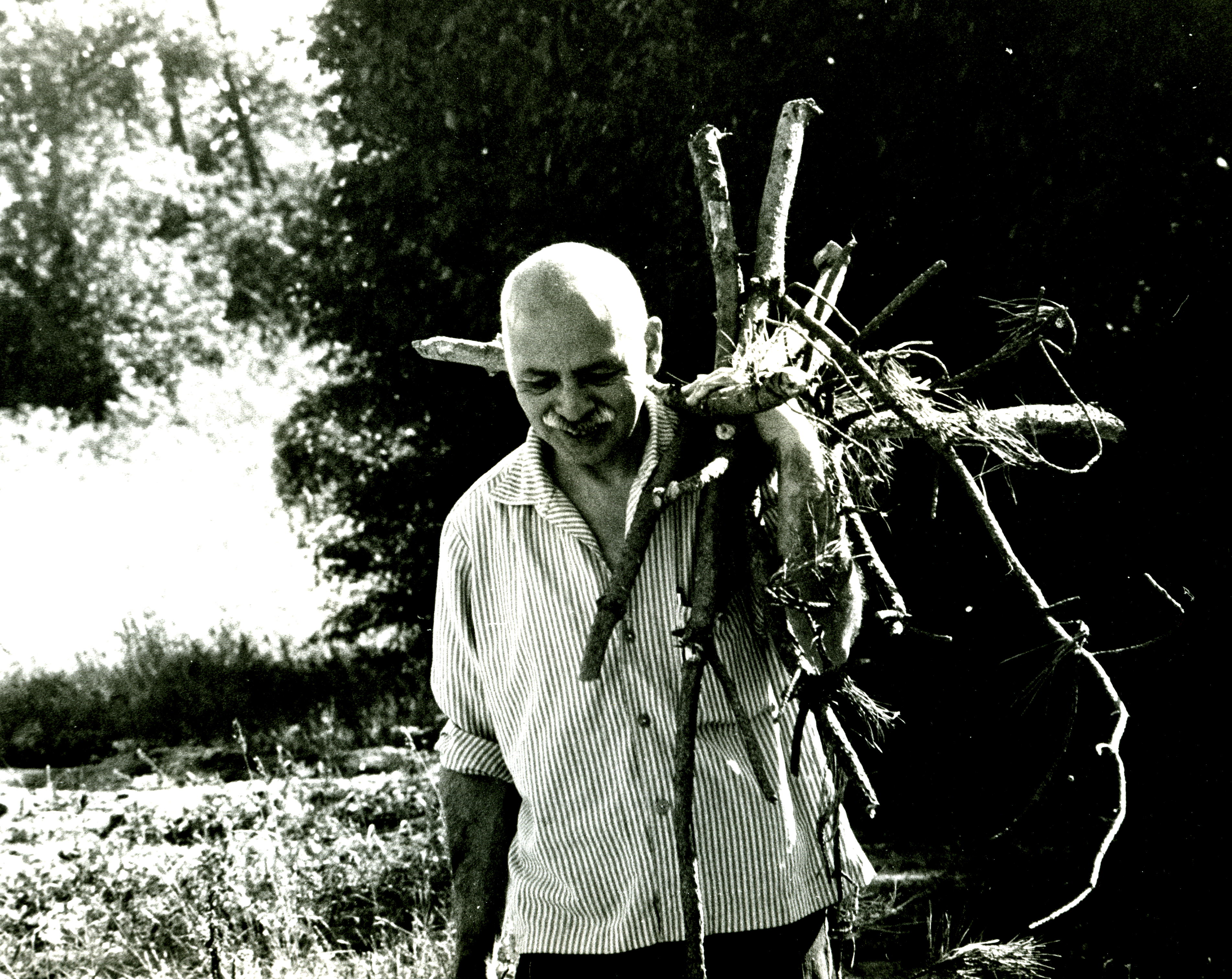
Eudaldo en 1969 à Cléry-Saint-André.

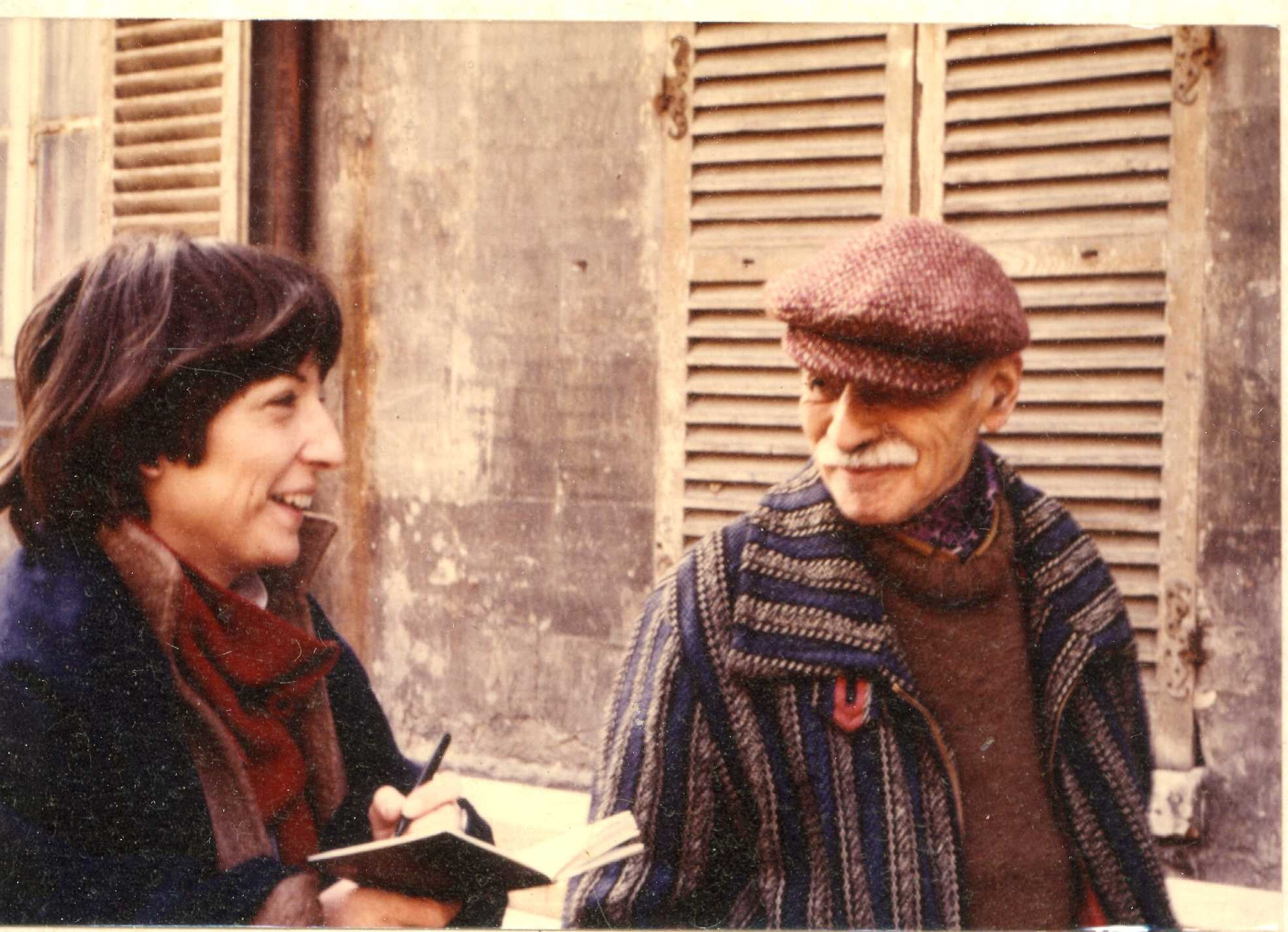
Eudaldo quittant la maison de Delacroix en 1985

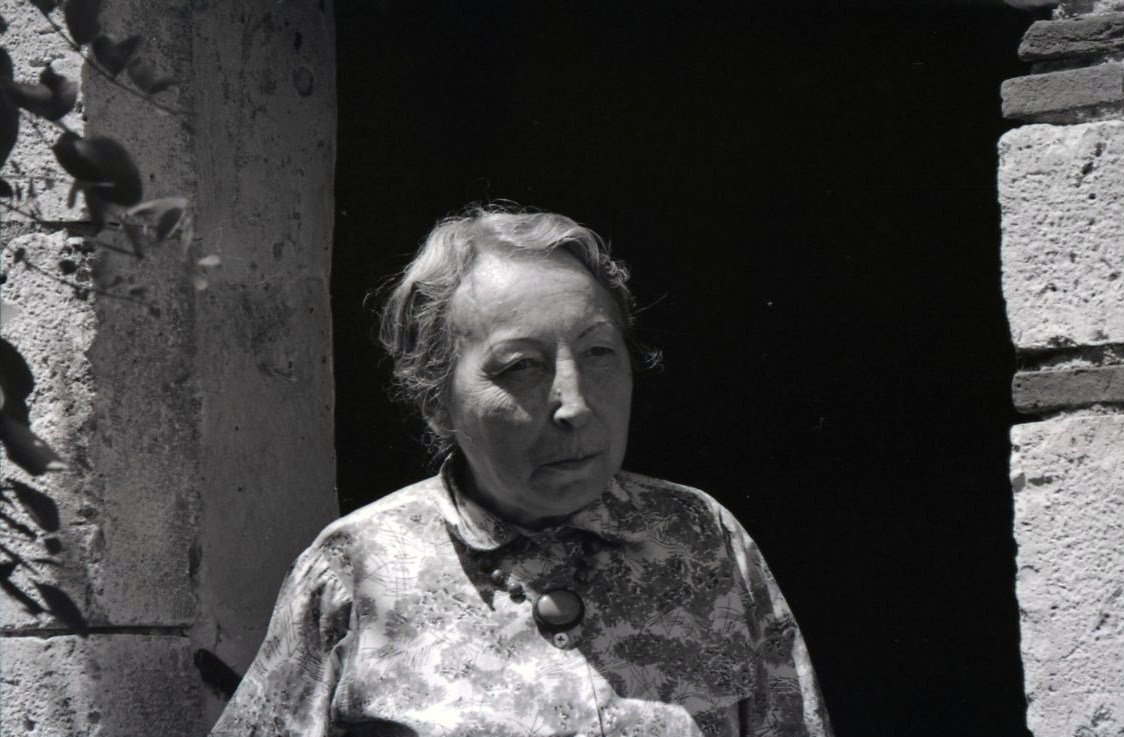
Consuelo Araoz en 1969

En 1964 Eudaldo et Consuelo Araoz sont dans l'obligation de quitter l'appartement de Montparnasse qu'ils occupent depuis quinze ans et s'installent à Saint-Maurice, aux portes de Paris, dans une modeste maisonnette, toute de plain pied dans un petit jardin, au 8 de l'Impasse des Sureaux. Ils sont voisins et amis avec le sculpteur Willy Anthoons qui a son atelier à proximité. Ayant restauré une vieille ferme à Cléry-Saint-André à partir de décembre 1966, ils se séparent et quittent leur maison d'Alba en 1970. Consuelo Araoz s'installe à Céret et y crée une nouvelle galerie d'artisanat dans laquelle elle expose dès juillet 1970 les peintures d'Eudaldo, avant de poursuivre plus tard jusqu'à Amélie-les-Bains.
En 1972 Eudaldo présente en juin ses peintures à la Galerie Vercamer à Paris. Il participe dans les années suivantes aux expositions organisées en France pour dénoncer la dictature au Chili du général Pinochet. En juin 1974 il « expose au soleil dans son jardin » de l'Impasse des Sureaux « de grands tableaux ». Le Centre International d'art contemporain (CIAC) présente durant l'été 1974 ses peintures à l'Espace Ford, 19 rue de Presbourg puis en 1976 à l'Hôtel Méridien, 81 boulevard Gouvion-Saint-Cyr. Une plaquette présente un long texte dans lequel Jean-Pierre Simon résume l'itinéraire du peintre et analyse les caractéristiques de ses dernières toiles. Eudaldo expose également, en juin 1976, à Paris à la Librairie des Éditions Saint-Germain-des-Prés lors de la présentation du recueil Conjugaisons adverses du jeune poète algérien Abbas Bouhlal1, qu'il a accompagné de deux gravures sur cuivre.

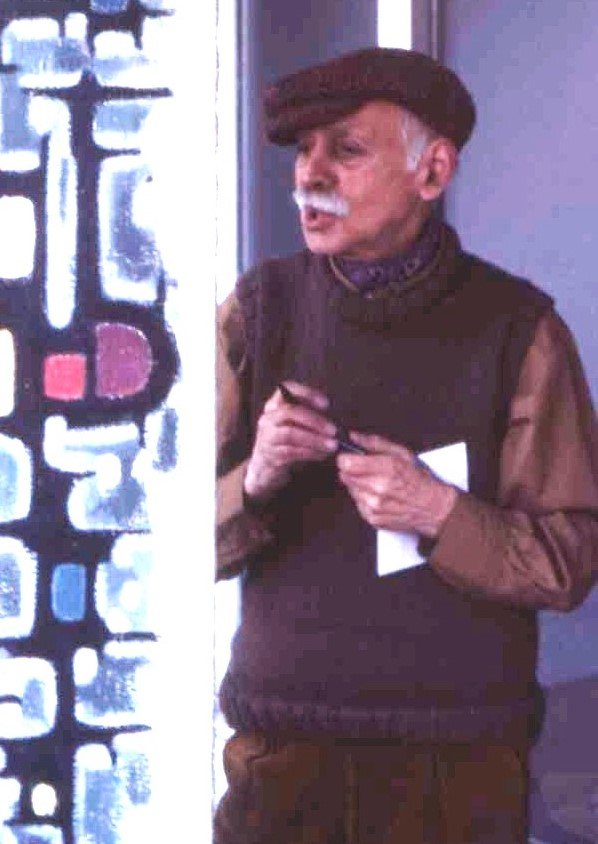
Eudaldo au balcon de la résidence Delacroix, Saint-Maurice, 1986.

Eudaldo est en 1978 obligé d'abandonner à Saint-Maurice, impasse des Sureaux, la maisonnette où il vivait depuis une douzaine d'années. Il lui est donné la possibilité d'occuper, quelques centaines de mètres plus loin, un espace du rez-de-chaussée puis d'une partie du premier étage de la maison dans laquelle était né le 26 avril 1798 le peintre Eugène Delacroix. Cette maison devant être rénovée pour accueillir la nouvelle « Médiathèque Eugène Delacroix » de Saint-Maurice, Eudaldo est dans les premiers mois de 1985 relogé une nouvelle fois dans un modeste studio de la résidence, 13 rue des Saules, à laquelle a été également donné le nom de Delacroix. En juin 1986, la ville de Céret organise à la Chapelle Sant-Roch une exposition des toiles qu'a peintes Eudaldo durant les quatre années précédentes. Un « Hommage à Eudaldo » de Georges-Emmanuel Clancier en constitue la préface. L'année suivante, en mars 1987, la psychanalyste Anne Clancier présente à Paris au 17 boulevard Saint-Germain, un large éventail de ses dernières peintures. L'invitation réédite la préface et le texte réunis avec une biographie pour son exposition à Céret.
En août 1987, Eudaldo reprend, comme il en a pris l'habitude depuis une dizaine d'années, le chemin des Pyrénées, afin de retrouver Consuelo Araoz à Amélie-les-Bains pour une partie de l'été. À la suite d'une crise de diabète, il meurt, transporté à Perpignan le 13 août 1987 et repose au cimetière de Palalda.

## L'œuvre

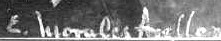
Première signature d'Eudaldo, jusqu'en 1945

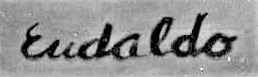
Deuxième signature d'Eudaldo, 1945-1950

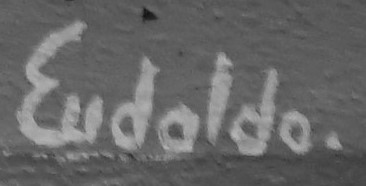
Troisième signature d'Eudaldo, 1950-1955

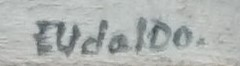
Quatrième signature d'Eudaldo, 1955-1965

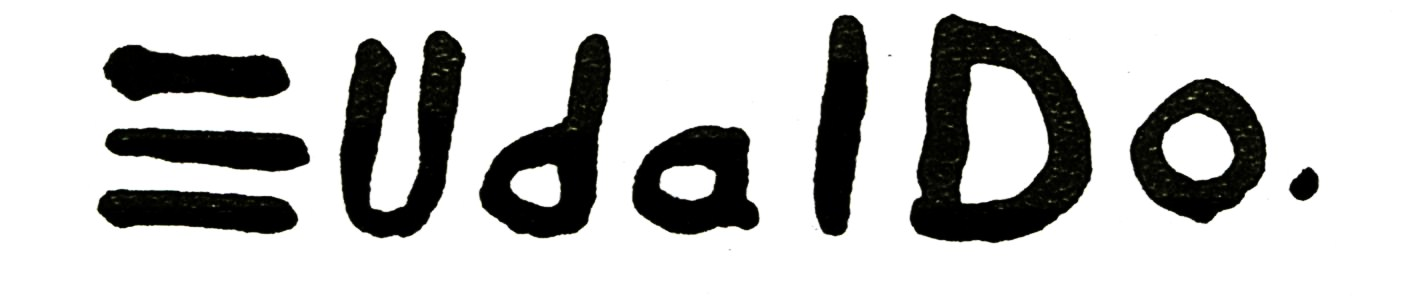
Dernière signature d'Eudaldo, 1966-1987

### 1938-1951, un monde surréel
Eudaldo, dans sa première époque jusqu'en 1949 de « peintre du Pacifique », ne tente pas de transcrire de façon réaliste les multiples paysages qu'il rencontre. Ce sont des personnages, masculins ou féminins, de jeunes couples anonymes aux visages absorbés, aux silhouettes graciles, simplement vêtus, longs bras et larges pieds nus, qui sont au centre de sa peinture, écuyère ou acrobate parfois, parmi arbres et fleurs, étoiles de mer, coqs et chiens, lamas ou chevaux. L'écrivain colombien Daniel Arango, cofondateur en 1948 de l'Université des Andes, écrit ainsi en 1945 de ses peintures: « Je m'y suis promené dans un monde, néo-romantique, surréel ou super-réel. (...) Les êtres entament un immatériel pas de danse à travers prairies et fleurs de légende. Du lointain surgit, brusquement, la mer, la lumière seule ou le frêle enchevêtrement naïf de petits chevaux zébrés. (...) Les meilleurs courants de la peinture moderne s'y croisent. Je définirais Morales comme un surréaliste transparent (...) ». Eudaldo nous conduit « dans un pays de papillons enchanteurs, de femmes qui soutiennent de leurs mains fines et pâles la transparence de l'aurore et de jeunes filles, nées de l'œillet et de l'épi, qui rêvent, doucement inclinées sur leur propre mélancolie. » analyse semblablement un autre article colombien.
« L'air tranquille, l'atmosphère lumineuse sans stridences, enveloppent avec douceur, presque avec timidité, les êtres et les choses qui se meuvent dans l'harmonie de courbes douces et de rythmes amples (...). Paysages désolés mais avec la majesté de notre Altiplano, horizons furtifs, ciels mystérieux où les nuages à peine nés demeurent étonnés de se pencher sur un monde étranger, eaux suspendues, arbres pleins d'humanité. », décrit trois ans plus tard un article bolivien. « Une atmosphère d'avant la chute », résume un autre, qui évoque le monde simple et humoristique des Primitifs. Dans la pâleur des visages des « êtres lémuriens » que peint Eudaldo, le jeu des couleurs primaires qu'il affectionne, la présence des fleurs « gothiques » dont il parsème des « savanes d'un vert obscur et humide », elle fait se souvenir indistinctement des visages coptes, des icônes byzantines, des mosaïques de Ravenne, des manuscrits illuminés et de l'école des primitifs français, observe encore en 1948 un critique péruvien à l'occasion de la dernière exposition d'Eudaldo en Amérique du Sud. Nulle anecdote, l'instant n'y est fertile que d'une inhabituelle profondeur. Sans que le peintre ait besoin de leur faire crier leur présence en d'improbables rencontres, choses et êtres sont, dans un climat féerique, rendues au mystérieux silence de leurs pures apparences.
Découvrant à Paris l'approche non figurative, Eudaldo n'en adopte pas d'emblée le langage. C'est à travers un mûrissement de plusieurs années qu'il va y introduire son dialecte personnel. Sur l'élan de ses toiles américaines mais dans un climat plus directement surréalisant, il demeure attaché, autour d'énigmatiques silhouettes, le plus souvent féminines, et d'êtres ou objets résolument fantastiques, à peindre l'irréel. La critique ne peut que réagir négativement. « Les derniers sursauts du surréalisme poussent le peintre Eudaldo vers la littérature picturale, et c'est dommage car son dessin vaut mieux que ses intentions », estime ainsi en 1951 Jean Bouret dans Les Lettres françaises lors de la première exposition parisienne d'Eudaldo. Peter Karegeannes, dans le New York Herald Tribune apparaît plus nuancé : « Comme surréaliste, il diffère de bien d'autres en plaçant ses inhabituelles figures au premier plan, minimisant l'effet de l'espace dans les arrière-plans qui caractérise d'ordinaire cette forme de peinture. Son travail mérite plus que ce genre de regard « par-dessus l'épaule » que le surréalisme inspire ».
Puis s'efface et disparaît cette dimension onirique. Les silhouettes de jeunes femmes, aux traits indistincts dans des visages ovales ou arrondies puis triangulaires, se trouvent très largement stylisées au long de profils élégamment élancés puis d'une schématisation anguleuse de plus en plus poussée opposant de larges aplats de couleurs contrastées. D'autres peintures, poussant plus loin la simplification formelle, appartiendraient, évoquant instruments de musique, pichets, vases ou fruits, au genre spécifique de la « nature morte » que le peintre n'avait pas abordé jusque-là. Une série d'autres peintures assemble dans la même économie chromatique mais dans des constructions plus rigoureuses encore, des juxtapositions ou superpositions de plans et de formes qui rompent définitivement avec toute figuration.

### 1952-1966, sur les chemins de l'abstraction

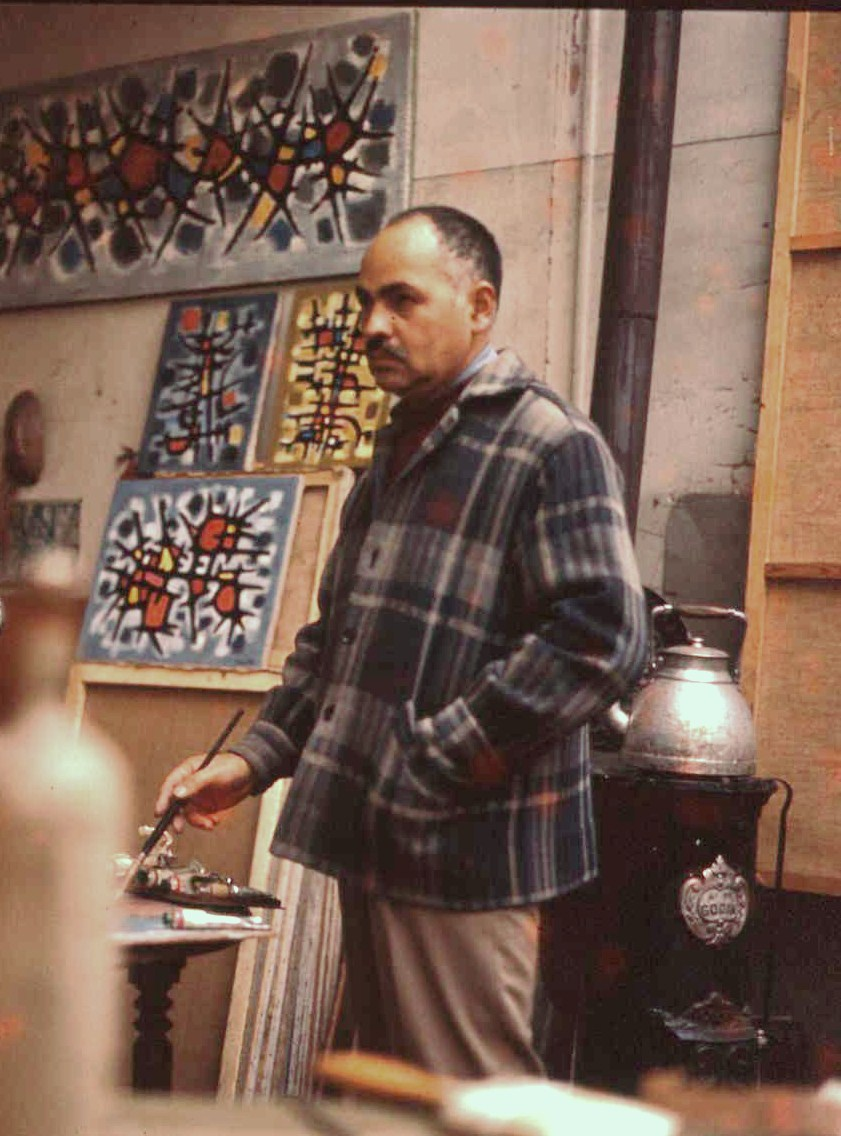
Eudaldo dans son atelier, 7 rue Jean-Ferrandi, vers 1956.

Sur cet élan la ligne, à partir de 1952, s'ouvre en de purs angles lumineux, ne retient plus davantage les silhouettes des objets. Développé selon les expansions horizontales d'architectures incertaines ou les élans verticaux de mâts ou phares, Eudaldo en souligne pour les premières fois le graphisme aérien de touches plus claires. Le trait bientôt se ramifie, la couleur se diversifie. En 1954 ce sont comme les bribes d'une énigmatique calligraphie qui parsèment ses toiles, tel Soleil, qui ont fait évoquer Mondrian. Les gris et les roses ou les verts tendres qu'articule Eudaldo l'année suivante en des filets plus obscurs ou rougeoyants se révèlent parents, dans l'illimitation de l'espace, des éblouissements instantanés qu'allait peindre Bissière.
Déjà commence de se renforcer la structure de ses toiles. En 1956 dans de larges compositions puissamment bâties le trait qui ponctuait les limites de la couleur se densifie en larges ossatures sombres qui prennent possession de la surface de ses peintures dans lesquelles elles se répercutent en échos. De l'espace coloré monte, dressé comme signal, un graphisme hiératique, acéré ou étoilé, aéré de fenêtres, ovales ou circulaires, de bleus, rouges ou jaunes intenses. Comme, chaque fois différemment, les toiles des peintres d'autres continents, arrivés sensiblement vers la même époque à Paris, réfractent leur culture originelle, chinoise ou maghrébine, de Zao Wou-Ki à Ahmed Cherkaoui ou Mohammed Khadda, c'est le souvenir en lui de l'Andin qu'Eudaldo semble libérer dans ses peintures à Paris. Elles pourraient être ainsi rapprochées des sculptures de Juana Muller, Alicia Penalba et Marta Colvin. Agayas, Almadraba, Amarano, Barroseyas, Carcanjo, Cascarillas, Cayantios, Karamaiga: pour leur donner des titres il commence d'inventer des vocables neufs, comme noms de lieux imaginaires, à partir des sonorités de sa langue natale.
Ses emblèmes totémiques ne tardent cependant pas à s'assouplir, tourner sur eux-mêmes, à se dénouer en rythmes dynamiques qui les orientent en élans, tourbillons et éclats, pulvérisant les taches de couleur. À partir de 1960 ce sont d'amples portées ou fuseaux qui traversent ses Alegrias. Un nouvel équilibre s'établit dès lors entre les transparences de la couleur et les articulations du dessin, courant elliptiquement de plage en plage. De cette période date la peinture Sans titre (c. 1962, 33 x 41 cm) qui représente en 2011 Eudaldo dans l'exposition Abstractions 50, l'explosion des libertés.
Progressivement le graphisme qu'inscrit Eudaldo se noue en torsions, se rejoint en carrefours, se métamorphose en lacis sinueux ou méandres de lumière qui retiennent dans leur sillage les ondes de la couleur. « Soudain, les articulations noires, les structures géométriques orthogonales qui déterminent les compositions antérieures, se cassent et se brisent, entrechoquées par de larges et vigoureuses taches de couleur. C'est comme si un lyrisme trop longtemps contenu, une violente passion expressive, avaient subitement rompu les digues de l'ordonnance savamment calculée, pour déferler tel un flot irrésistible sur l'ensemble de l'œuvre », analyse Jean-Pierre Simon. Dans Santioko (1964, 65 x 49 cm) la diversité des masses colorées se conjugue aux cascades d'un graphisme rompu de failles, strié de fissures. Des échos indistincts de l'univers élémentaire commencent insensiblement de s'y répercuter, plusieurs titres manifestant plus précisément l'attachement du peintre au monde minéral. Puis, autour de 1965, s'efface ce vigoureux graphisme, dans des tonalités parfois plus voilées, les taches nébuleuses des couleurs naissant comme pures apparitions, déferlant en gonflements ou grappes lumineuses. Les formats verticaux disparaissent du travail d'Eudaldo, ce qui accentue la dimension paysagiste de ses peintures.

### 1967-1987, la non-figuration
Autour de 1967 les compositions désormais fluides d'Eudaldo évoquent plus distinctement la présence diffuse du monde naturel. « Eudaldo a trouvé son langage propre, avec ces longues lignes noires, ces ailes minces et légères, souples comme des lianes qui balayent la toile en entraînant et soulevant avec et derrière elles de larges vagues de couleurs », écrit Jean-Pierre Simon.
« Sensibilité des rapports plastiques, cheminement progressif de la forme et de la couleur : Eudaldo construit sa peinture en recherchant le facteur essentiel qui provoque l'émotion du spectateur. Empruntant la voie de l'abstraction, Eudaldo prend malgré tout appui sur la nature, ce qui lui permet d'enrichir sa peinture d'une lumière mouvante, d'une intériorité approfondie. », observe un article qui rend compte de son exposition en 1972 à la galerie Vercamer.
Intégrant une dimension davantage non-figurative ses « paysages comme dé-paysés » se font par la suite de plus en plus lumineuse. Sans tenter jamais de recréer quelque aspect de la nature « naturée », la peinture d'Eudaldo rejoint et s'inscrit à présent dans l'élan qui la porte, la traverse, d'une nature à jamais « naturante ». Au milieu des gris qui sont pour lui le levant de toutes les couleurs, les ocres éveillent des vagues de terres et de roches, quelques accents d'émeraude et de rouille font frémir arbres et broussailles. Aux ardoises succèdent les basaltes, aux rocailles austères de verdoyantes vallées.

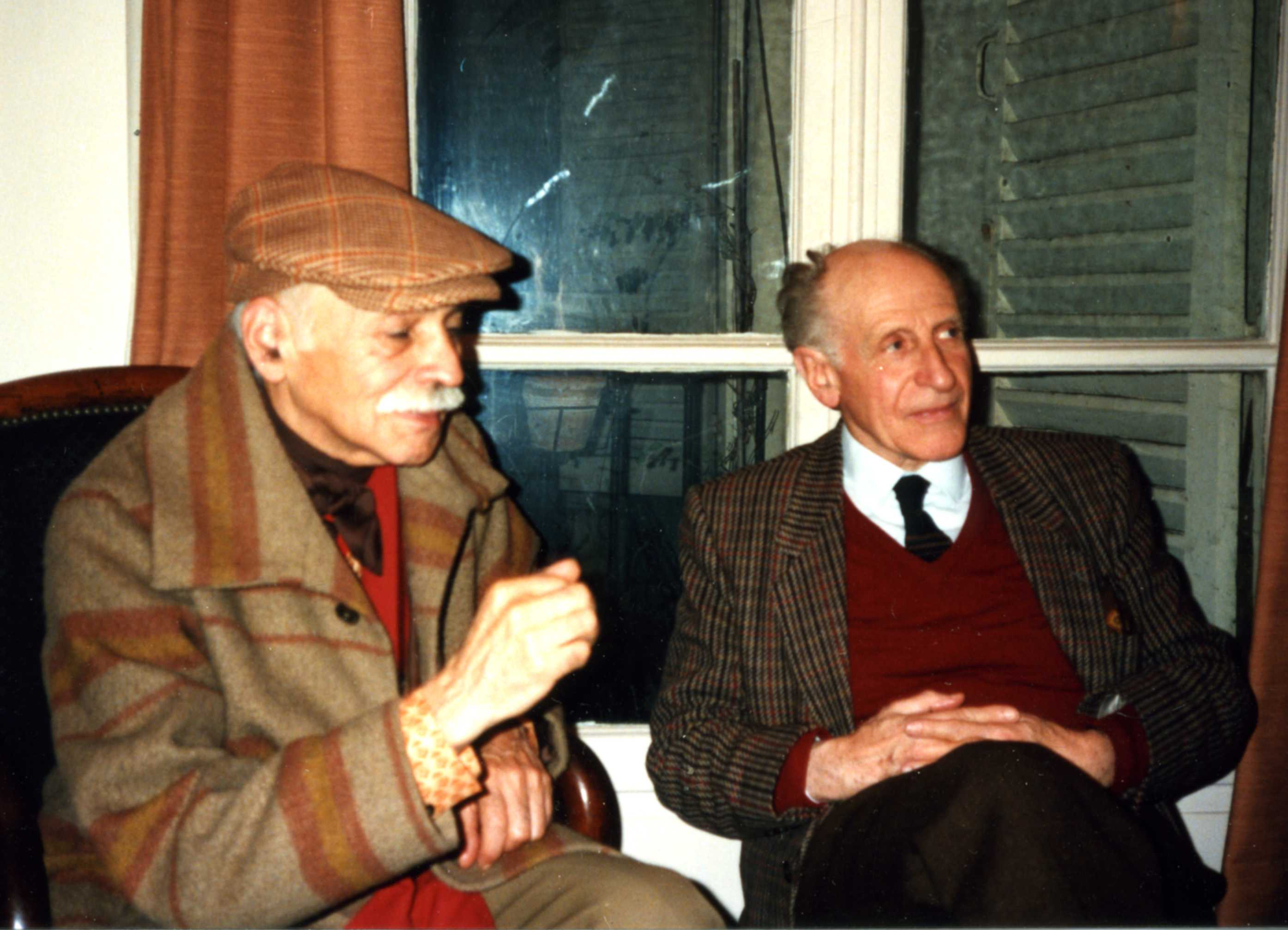
Eudaldo et Georges-Emmanuel Clancier en 1987 à Paris.

Durant la dernière décennie de son travail Eudaldo continue son voyage parmi les nouvelles Andes que lui ouvre la peinture, étendant à mesure la cartographie parallèle qu'inventent les titres de ses peintures, noms imaginaires de villages, montagnes ou fleuves, qui font songer au récit d'une exploration : depuis le col de Blandion, on redescend sur Margasa, Kalka est plus à l'est, Machuka au nord, la piste mène à Merionaya, au pied du Karikayo. Les terres immenses qui lui ont été familières, la roche de la Cordillère, les nuages, les sables gris du Pacifique qu'il ne cesse indistinctement d'évoquer lui assurent dans le mouvement non figuratif sa place unique, insolite, de peintre américain de la nouvelle École de Paris.
En 1986 Georges-Emmanuel Clancier analyse, dans la préface de ses deux dernières expositions, l'ambiguité de l'univers que crée Eudaldo. « Ce monde naît du regard que le peintre sait poser sur des fragments très variables de l’espace – aussi bien proche que lointain, terrestre que céleste, marin que sylvestre – pour créer un autre espace dorénavant marqué de son rythme, de son écriture, de son chant. ». Le double signe du trait et de la tache énonce avec force dans l’œuvre d’Eudaldo, poursuit-il « l’analogie poétique et intemporelle d’un moment éphémère de l’univers. (...) Il convient de la reconnaître enfin comme l’une des plus belles de ce temps ».

## Principales expositions
- 1938 : Santiago (Chili), Salle de la Société Nationale des Professeurs, juillet.
- 1938 : Santiago (Chili), Plaza de Armas.
- 1939 : Santiago (Chili), Avenida Bernardo O'Higgins, décembre.
- 1940 : Valparaiso (Chili), Casa del artista, avril.
- 1940 : Santiago (Chili), Casa del artista, décembre.
- 1941 : Buenos Aires (Argentine), Banco municipal, juillet.
- 1942 : Cordoba (Argentine), mai.
- 1943 : Salta (Argentine).
- 1944 : Lima (Pérou), Instituto musical Bach, décembre.
- 1945 : Lima (Pérou), Instituto cultural peruano-norteamericano ; Quito (Équateur), Casa Écuatoriana de la culture, Teatro Sucre, août ; Bogotá (Colombie), Ministerio de  Éducation nacional, septembre.
- 1946 : Caracas (Venezuela), Centro venezolano-americano, janvier ; Caracas (Venezuela), Asociacion de Escritores venezolanos, février ; Baranquilla (Colombie), Bibliotheca del Atlantico, août.
- 1947 : Santiago (Chili), Ministerio de Éducacion, septembre ; Buenos Aires (Argentine), octobre ; Salta (Argentine), novembre ; La Paz (Bolivie), Ministerio de Éducacion, décembre.
- 1948 : Lima (Pérou), septembre ; Lima (Pérou), Galeria de Lima, exposition de céramiques et terres-cuites.
- 1950 : Alba la Romaine, Salon de peinture, septembre.
- 1951 : Paris, galerie L'art pictural, mars-avril.
- 1958 : Tournon, Hôtel de la Poste, août.
- 1962 : Milan (Italie), La Gabbianelli, exposition de céramiques, décembre.
- 1963 : Ventrabren, Vieux presbytère, exposition collective, septembre-octobre ; Paris, galerie du Pont-Neuf, « Huit peintres et un sculpteur, Calmettes, Eudaldo, Hajdu, Hayter, Le Moal, Manessier, Pelayo, Roger Weiss, Yankel) », décembre 1963-janvier 1964.
- 1964 : Paris, galerie du Pont-Neuf, février.
- 1965 : Villeneuve-de-Berg, exposition collective, août.
- 1969 : Paris, expositions privées.
- 1970 : Céret, galerie de l'Ormeau, juillet.
- 1972 : Paris, galerie Vercamer, juin ; Alençon, galerie de la halle-au-blé, Aspects de l'art actuel, hommage à la Galerie de France, exposition collective [avec notamment Anna-Eva Bergman, Hans Hartung, Jean Le Moal, Alfred Manessier, Édouard Pignon, Mario Prassinos, Gustave Singier ].
- 1973 : Paris, 110 artistes pour le Chili, exposition collective.
- 1974 : Saint-Maurice, « dans son jardin », juin ; Paris, Centre international d'art contemporain, Espace Ford, Champs-Élysées, juillet.
- 1975 : Paris, Centre international d'art contemporain, Hôtel Méridien.
- 1976 : Paris, Librairie des Éditions Saint-Germain-des-Prés, juin.
- 1981 :  Laon, Maison des Arts, La réalité sud-américaine, mars.
- 1986 : Céret, chapelle Sant-Roch, juin.
- 1987 : Paris, exposition privée, mars ; Château de Lubersac, exposition collective, juin.

Expositions posthumes :
- 1989 : Musée de Soissons, Inauguration des nouvelles salles, exposition collective.
- 2007 : Alba la Romaine, Alba la Romaine, Cité des arts, Les artistes des années 1950, Journées européennes du patrimoine, exposition collective.
- 2008 : Aulnay-sous-Bois, Hôtel de Ville, Lumières, couleurs, formes (Bissière, Bazaine, Beaudin, Bertholle, Simone Boisecq, Estève, Étienne-Martin, Eudaldo, Fougeron, Gischia, Elvire Jan, Lapicque, Lautrec, Le Moal, Karl-Jean Longuet, Manessier, Juana Muller, Alicia Penalba, Pignon, Prassinos, Robin, Seiler, Singier, Stahly, Szenes, Tal Coat, Ubac, Vieira da Silva, Villon), novembre-décembre, exposition collective.
- 2011 : Atelier Grognard, Rueil-Malmaison, Abstractions 50, l'explosion des libertés, exposition collective, décembre 2011-mars 2012.
- 2014 : Cléry-Saint-André, Centenaire de la naissance du peintre Eudaldo Morales, Espace Ardoux, octobre.
- 2014 : Paris, exposition privée, novembre.
- 2015 : Paris, Musée Mendjisky-Écoles de Paris, Manessier, du crépuscule au matin clair, juin-octobre, exposition collective.
- 2022 : Soissons, Arsenal musée d'art contemporain, Matières contemporaines II, nouvel accrochage des collections (1950-2022), avril-novembre, exposition collective.
- 2023 : Les artistes d’Alba-la-Romaine 1950 - 1955, Château de Vogüé, 1er avril - 2 juillet, exposition collective.

## Musées
- Soissons, Musée de Soissons :

Allegrias I, c. 1960, huile sur toile, 110 × 110 cm
Sans titre, c. 1972, huile sur toile, 73,5 × 100,5 cm
Desarticulado, 1973, huile sur toile, 80 × 120 cm
Sans titre, c. 1974, huile sur toile, 90 × 116,8 cm
Sans titre, c. 1984, huile sur toile, 134 × 186 cm
Nuit bleue, 1985, huile sur toile, 61 × 101 cm

## Éléments de bibliographie
(Tous les articles et ouvrages suivants ont servi à la rédaction de l'article.)

### 1938-1949
- (es) « Exposición del pintor Eudaldo Morales Arellano », dans La Nación, Santiago, 10 juillet 1938.
- (es) « Desde la Plaza de Armas Morales Arellano lanza une bomba contra los académicos », Santiago, 1938.
- (es) « Morales Arellano inaugura hoy su exposición de óleos », dans La Nación, Santiago, 11 décembre 1939.
- (es) « Un pintor chileno que sale en viaje de Esfuerzo a Bs. Aires », dans La Hora, Santiago, 28 avril 1940.
- (es) Victor Carvacho, « Un pintor nuevo, E. Morales Arellano », dans La Opinion, Santiago, 23 décembre 1940.
- (es) Oscar  Haedo, « E. Morales Arellano », Buenos Aires, juillet 1941.
- (es) « El pintor chileno Morales Arellano », Córdoba, 1942.
- (es) « El próximo jueves se inaugura la exposición de Eudaldo Morales A. La muestra se llama : Canto de color », La Noche, Lima, décembre 1944.
- (es) « Desde ayer está abierta al público la exposición del pintor chileno E. Morales », Quito, 9 août 1945.
- (es) « El más franco éxito ha obtenido la exposición pictorica de Eudaldo Morales », Quito, 13 août 1945.
- (es) « Morales Arellano », dans El Siglo, Bogotá, 8 septembre 1945.
- (es) Agis, « La exposición de Eudaldo Morales », Bogotá, septembre 1945.
- (es) Daniel Arango, « Eudaldo Morales, Una pintura poética », dans El Tiempo, Bogotá, 1945.
- (es) Guillermo Meneses, « El pintor Eudaldo Morales », Bogotá, 1945.
- (es) « Eudaldo Morales », dans Las ultimas noticias, Caracas, janvier 1946.
- (es) P. A.V., « Joven pintor chileno expondrá en Caracas, se trata del señor Eudaldo Morales », dans El Heraldo, Caracas, janvier 1946.
- (es) Pedro León Castro, « Residencia en la Tierra, El pintor Morales », Caracas, 7 janvier 1946.
- (es) « Eudaldo Morales », dans El Universal, Caracas, 27 janvier 1946.
- (es) « Mañana se abre la exposición de Eudaldo Morales », dans El Heraldo, Baranquilla, 18 août 1946.
- (es) « Un artista de batalla, 7 años a traves de America », dans Las ultimas noticias, Santiago, 24 juillet 1947.
- (es) Victor Carvacho Herrera, « Eudaldo Morales Arellano », dans Las ultimas noticias, Santiago, 1er septembre 1947.
- (es) S.M.M., « Exposición de Eudaldo Morales », Santiago, septembre 1947
- (en) Helen Parker, « The Museum of Colonial Art in Quito, Ecuador », dans Bulletin of the Pan American Union, volume 81, no 11, Washington D.C., novembre 1947, p. 600.
- (es) « Eudaldo, El pintor mas interesante de Chile », dans El Comercio, La Paz, 20 décembre 1947.
- (es) « Extraña personalidad de un gran pintor », La Paz, janvier 1948.
- (es) « Eudaldo », dans La Razón, La Paz, 11 janvier 1948.
- (es) « Exposition de Eudaldo », dans El Comercio, Lima, 23 septembre 1948.

### 1950-1970
- Jean Bouret, « Eudaldo », dans Les Lettres françaises, avril 1951.
- (en) Peter Jaregeannes, « Eudaldo », dans New York Herald Tribune, 10 avril 1951.
- Denys Chevalier, Calmettes, Eudaldo, Le Moal, Manessier, Hajdu, Pelayo, Galerie du Pont-Neuf, Paris, décembre 1963-janvier 1964.
- (es) « Eudaldo, chileno », dans España semanal, 8 mars 1964.
- Michel-Georges Bernard, Eudaldo, 2 photographies d'Eudaldo en couverture, plaquette hors-commerce, Paris, 1969.

### 1971-1987
- « Eudaldo », dans L'Aurore, Paris, 28 juin 1972.
- Jean-Pierre Simon, Eudaldo, monographie, Centre international d'art Contemporain, Paris, 1975.
- « Eudaldo », préface de Abbas Bouhlal, Librairie des Éditions Saint-Germain-des-Prés, 1976.
- « L'Univers d'Eudaldo, peintre chilien », dans Le Républicain du Val de Marne, 21 mars 1985.
- Georges-Emmanuel Clancier et Michel-Georges Bernard, préfaces, chapelle Saint-Roch, Ville de Céret, juin 1986.
- J. Loza, « Une œuvre tellurique et empreinte d'érotisme », L'Indépendant, Perpignan, 11 juin 1986.
- Michel-Georges Bernard, Eudaldo ou Le Matin de la peinture, couverture et 7 dessins d'Eudaldo, Éditions de l'Orycte, Paris, 1986 (n. p., 42 p.).
- Georges-Emmanuel Clancier et Michel-Georges Bernard, préfaces, Paris, exposition privée (Anne Clancier), mars 1985.
- Michel-Georges Bernard, « Eudaldo », dans Porte du Sud no 7, Paris, septembre-octobre 1987.

### après 1987
- Daniel Lenoir, Mémoire des arts en Bas-Vivarais, Château de Vogüé, Vogüé, 2001 (36 p.).
- Michel-Georges Bernard, Eudaldo ou les matins de la peinture, Paris, L'Orycte, 2005, n.p. (26 p.), hors commerce.
- Alba-la-Romaine « Cité des arts » : Les Artistes des années 1950, Journées européennes du patrimoine, Alba-la-Romaine, 2007.
- Michel-Georges Bernard, « Eudaldo », dans Lumière, couleurs, formes (Roger Bissière, Jean Bazaine, André Beaudin, Jean Bertholle, Simone Boisecq, Maurice Estève, Étienne-Martin, Eudaldo, André Fougeron, Léon Gischia, Elvire Jan, Charles Lapicque, Lucien Lautrec, Jean Le Moal, Karl-Jean Longuet, Alfred Manessier, Juana Muller, Alicia Penalba, Édouard Pignon, Mario Prassinos, Gabriel Robin, Hans Seiler, Gustave Singier, François Stahly, Árpád Szenes, Pierre Tal Coat, Raoul Ubac, Maria Helena Vieira da Silva, Jacques Villon), Hôtel de Ville d'Aulnay-sous-Bois, 3 novembre - 7 décembre 2008, p. 21 (reproduction : Soleil, 1954, 60 × 81 cm).
- Abstraction 50, l'explosion des libertés, Atelier Grognard, 9 décembre 2011-19 mars 2012, textes de François Callu Mérite, Sylvain Féat, Michel-Georges Bernard, Colombelles, Éditions du Valhermeil/Rueil-Malmaison, Ville de Rueil-Malmaison, 2011, 128 p.  (ISBN 978-2-354-67094-8)(reproduction : Sans titre, c. 1961, 33 × 41 cm, p. 9).
- « Eudaldo Morales de retour chez lui », dans La Nouvelle République, Tours, 13 novembre 2014.
- « Le peintre Eudaldo Morales à l'honneur », dans La République du Centre, Saran, 30 novembre 2014.
- Benjamin Delattre, « Eudaldo, de l'ombre à l'œuvre », dans La revue Documentaires, Disparition(s), no 28, p. 81-85, 2017  (ISBN 978-2-9547006-2-5).
- Michel-Georges Bernard, Eudaldo : tome I, Eudaldo ou les matins de la peinture (version augmentée), 140 p. - tome 2, Esquisse d'un catalogue raisonné (1100 reproductions), 95 p., Paris, Éditions de l'Orycte, Les Pages volantes, 2020, hors commerce.

### Catalogues, articles et ouvrages évoquant Eudaldo
- Camille Bourniquel, Jean Le Moal, Le Musée de poche, Éditions Georges Fall, Paris, 1960, p. 40.
- (es) Adela Segura Martinez, Antonio Bujalance Cubillo et Antonio Rodríguez Lozano, Ginés Parra, dans la revue Axarquia, no 3, Ayutamiento de Zurgena, 1998 p. 98.
- Michel-Georges Bernard, Jean Le Moal, Éditions Ides et Calendes, Neuchâtel, 2001 (208 p.)  (ISBN 2825801801), p. 121-124.
- (es) Ginés Parra, El espíritu de la materia, 1896-1960, Fundación Unicaja y Centro de Arte Museo de Malaga, 2007, p. 23, 56, 62.
- (es) Ginés Parra, Obras de José Manuel Marín y otras colecciones almerienses, biographie par Pedro Segura Cano, Fundación Museo Casa Ibáñez, Olula Del Río, 2010, p. 14.
- Yves Duchâteau, La Mecque du cubisme, 1900-1950, le demi-siècle qui a fait entrer Céret dans l'histoire de l'art, Céret, éditions Alter ego, 2011  (ISBN 978-2-915528-25-1) (reproduction d'une photographie d'Eudaldo avec Picasso à Céret datant de 1953).
- (es) Germana Fernández, A fuerza de voluntad, Historia basada en la vida del pintor Ginés Parra, Editorial Universidad de Almería, 2012, 108 p.
- Sabrina Dubbeld (dir.), Lydia Harambourg et Michel-Georges Bernard, Juana Muller, 1911-1952, destin d'une femme sculpteur, Paris, Somogy, 2015, 168 p. (ISBN 978-2-7572-0905-9), p.15 et 16 (photographie de Juana Muller chez Eudaldo et Consuelo Araoz à Alba-la-Romaine).
- Manessier, Du crépuscule au matin clair, Musée Mendjisky Écoles de Paris, Paris, juin-octobre 2015, 112 p. (reproduction : Sans titre, sans date [c. 1961], 33 × 40,5 cm, p. 95).
- Jean Le Moal, musée de Valence, art et archéologie, 25 juin 2017-7 janvier 2018 ; Musée de l'hospice Saint Roch, Issoudun, 9 février-13 mai 2018 ; Musée des beaux-arts de Quimper du 15 juin au 17 septembre 2018 ; catalogue : textes de Philippe Bouchet, Kate Kangaslahti, Guitemie Maldonado, Jacques Beauffet, Michel-Georges Bernard, Michel Duport, entretien avec Philippe Le Burgue  (ISBN 978-2-35906-206-9), p. 103.

## Filmographie
- Benjamin Delattre, J'ai rendez-vous avec un arbre [Eudaldo], 77 minutes, Paris, Mélisande Films, Paris, 2023.